# Motohiro Ōno
Motohiro Ōno (japonès: 大野元裕)  (prefectura de Saitama, 12 de novembre de 1963) és un polític japonés membre del Partit Democràtic per a la Gent i anteriorment del Partit Democràtic del Japó que actualment és governador de la prefectura de Saitama des del 31 d'agost de 2019. Anteriorment ha estat membre de la Cambra de Consellers del Japó des de 2010 a 2019 per la circumscripció de Saitama. El 2019 va deixar el seu escó a la Dieta Nacional per concòrrer a les eleccions de la seua prefectura natal amb el suport del seu partit (PDG), els constitucionalistes, els socialdemòcrates i els comunistes guanyant al candidat de centre-dreta, Kenta Aoshima, per una estreta diferència.